# Juan del Cura
Juan José Gómez del Cura (Madrid, España, 26 de abril de 1953) es un exfutbolista español que se desempeñaba como centrocampista.

## Clubes
| Club                       | País   | Año       |
| -------------------------- | ------ | --------- |
| R. C. Recreativo de Huelva | España | 1974-1975 |
| R. C. Celta de Vigo        | España | 1975-1984 |